# 舞泉镇
舞泉镇，是中华人民共和国河南省漯河市舞阳县下辖的一个乡镇级行政单位。

## 行政区划
舞泉镇下辖以下地区：
东街社区、西街社区、南街社区、北街社区、中心街社区、牛市口街社区、杨庄村、高庄村、双庙村、张楼村、西蔡村、瑶璋村、董庄村和柴庄村。